# George Engs
George Engs (* 27. August 1786; † 14. Dezember 1846) war ein US-amerikanischer Politiker. In den Jahren 1835 und 1836 war er Vizegouverneur des Bundesstaates Rhode Island.

## Werdegang
Die Quellenlage über George Engs ist relativ schlecht. Über seine Jugend und Schulausbildung ist nichts überliefert. Später arbeitete er zumindest zeitweise im Bankgewerbe. Die Newport Savings Bank führt ihn als einen ihrer ersten Direktoren auf. Außerdem war er in Rhode Island politisch tätig. Zwischen 1835 und 1836 war er an der Seite von John Brown Francis Vizegouverneur dieses Staates. Dabei war er Stellvertreter des Gouverneurs und Vorsitzender des Staatssenats.
Bei den Präsidentschaftswahlen des Jahres 1840 war er einer von vier Wahlmännern aus Rhode Island, die William Henry Harrison offiziell zum US-Präsidenten wählten. Daraus kann man schließen, dass er dessen Whig Party angehörte. George Engs starb am 14. Dezember 1846 und wurde in Newport beigesetzt.